# William Crichton
William Crichton, född 29 mars 1827 i Leith i Skottland, död 10 april 1889 i Åbo, var en skotsk-finländsk industriman.
Crichton anställdes som maskinkonstruktör 1850 vid en mekanisk verkstad i Åbo, vilken hade grundats av skotten David Cowie. Crichton gifte sig med Anne Elisabeth Owen 1854 i Sankt Petersburg. Hon var dotter till Samuel Owen d.y., vars fader Samuel Owen d.ä. var också svärfar till Cowie. Makarna Crichton ligger begravda i familjegraven i Åbo.
Crichton arbetade 1854–1862 vid Isjorskverken i Kolpino. Därefter återvände han till Åbo och blev 1863 hälftenägare i den mekaniska verkstaden, som därefter kom att heta W:m Crichton & Co.. Affärerna gick bra eftersom ryska marindepartementet gjorde stora beställningar hos honom, särskilt på torpedbåtar. Ångbåtar var emellertid företagets specialitet, särskilt sedan verkstaden utvidgats genom köp av Åbo gamla varv 1882. Efter en konkurs bildades aktiebolaget Crichton, som 1924 slogs samman med varvet Vulcan Ab till Crichton-Vulcan. Det ägdes från 1931 av Maskin och Bro i Helsingfors, vilket i sin tur 1935 köptes av Wärtsilä.